# How to Ruin Everything
How to Ruin Everything è un album del gruppo skate punk Face to Face pubblicato nel 2002 dalla Vagrant Records.

## Tracce
1. Bill of Goods – 2:46
2. The Take-Away – 2:47
3. 14 Hours – 2:20
4. A Wolf in Sheep's Clothing – 3:06
5. The New Way – 3:35
6. The World in Front of You – 2:44
7. Why Would I Lie? – 2:46
8. Unconditional – 3:13
9. Shoot the Moon – 3:20
10. Graded on a Curve – 3:43
11. Fight or Flight – 3:06
12. Waiting to Be Saved – 3:18
13. Double Standard – 2:42
14. The Compromise – 3:31
15. How to Ruin Everything – 3:04
16. Nothing Succeeds Like Success – 2:34
17. Anybody Listening? – 2:26

## Formazione
- Trever Keith - voce - chitarra
- Scott Shiflett - basso
- Pete Parada - batteria